# Слэйд, Джозеф Альфред
Джозеф Альфред «Джек» Слэйд (1824 или 22 января 1831 — 10 марта 1864) — американский возница дилижансов, сотрудник компании доставки почты «Pony Express», исследователь Дикого Запада и преступник, образ которого стал архетипом ганфайтера.

## Биография
Родился в Карлайле, штат Иллинойс, но его точный год рождения неизвестен. Многие факты его биографии спорны или противоречивы. Например, сообщается, что он бежал из дома, будучи ещё подростком, так как совершил убийство; он якобы отправился на юго-запад страны, где стал ковбоем, а в 1847 году был призван в армию и участвовал в Американо-мексиканской войне. Примерно в 1857 году он женился на женщине по имени Мария Вирджиния Дейл.
Возницей дилижансов работал с 1850-х годов, сначала на Оверленд-Трейл, позже, в 1857—1858 годах, в Техасе. Накануне Гражданской войны доставлял почту из Вашингтона в Калифорнию и обратно, работал начальником линий в компаниях Ben Holladay & Co. (1858—1859), Jones, Russell & Co. (1859), California & Pike’s Peak Express Co. (1859—1862), параллельно работая в «Пони-экспрессе» на всём протяжении его короткого существования.
Получил широкую известность решительного человека и стрелка после того, как подавил пьяный мятеж возчиков фургонов 20 мая 1859 года у переправы реки Грин-Ривер, застрелив при этом главаря дебоширов Эндрю Феррина.
В марте 1860 года у Слейда произошёл конфликт с бывшим начальником почтовой станции Джульсбург Жулем Бени, который, имея информацию о перевозимых грузах, устраивал нападения на дилижансы и подворовывал имущество почтовой компании. Сначала Слэйд получил от Бени 3 пули и 2 заряда дроби, чудом оправился от ран, но в мае следующего года люди Слэйда подловили Бени у почтовой станции Колд-Спрингс, а Слэйд, приехав на место, выстрелил Бени из револьвера в рот и, после того как тот скончался, отрезал у него мочку уха. В то время подобные смерти были ещё редкостью на Западе, поэтому слухи об этом событии распространились по всей стране, а Слэйд приобрёл репутацию свирепого «стрелка». Несмотря на то, что это единственное доказанное убийство из ему приписываемых, в легендах о нём говорилось, что он убил более 30 человек, в том числе в интересах компаний, на которые работал. В известной повести «Налегке» Марка Твена приводится цифра в 26 приписываемых Слэйду убийств, там также есть описание личной встречи автора со Слэйдом. Слэйд также отличался пристрастием к алкоголю. Есть сведения, что в 1861 году он был обвинён в очередном убийстве в Форт-Халлеке, Колорадо, и был вынужден бежать в Вирджиния-Сити, штат Монтана. В этом городе он и был убит в 1864 году вигилантами после очередной пьяной гулянки: вигиланты обезоружили его, вытащили из лавки и вскоре повесили. Был похоронен в Солт-Лейк-Сити, Юта, 20 июля 1864 года.
Несмотря на то, что при жизни Джозеф Слэйд не совершил ничего выдающегося, после смерти его биография обросла огромным количеством слухов и легенд, он стал персонажем фольклора американского Запада, а в XX веке — героем фильмов-вестернов, самым известным из которых является фильм «Джек Слэйд» 1955 года.